# Adnan Mravac
Adnan Mravac (ur. 10 kwietnia 1982 w Banja Luce) – bośniacki piłkarz występujący na pozycji obrońcy. Zawodnik klubu SV Mattersburg.

## Kariera klubowa
Mravac zawodową karierę rozpoczynał w 2000 roku w chorwackim klubie NK Čakovec. Jednak jeszcze przed debiutem w jego barwach, w 2001 roku odszedł do norweskiego Lillestrøm SK. W tym samym roku wrócił jednak do NK Čakovec. W Prva HNL zadebiutował 18 sierpnia 2001 roku w zremisowanym 2:2 pojedynku z HNK Cibalia. Tym razem w zespole NK Čakovec spędził rok.
W 2002 roku Mravac podpisał kontrakt z austriackim SV Mattersburg z Erste Ligi. W 2003 roku awansował z zespołem do tamtejszej Bundesligi. Pierwszy mecz zaliczył w niej 26 lipca 2003 roku przeciwko Sturmowi Graz (3:1). 9 kwietnia 2006 roku w wygranym 2:1 spotkaniu z Red Bull Salzburg strzelił pierwszego gola w Bundeslidze. W Mattersburgu spędził 7 lat.
W 2009 roku Mravac odszedł do belgijskiego KVC Westerlo. W Eerste klasse zadebiutował 20 września 2009 roku w przegranym 1:4 pojedynku z Club Brugge. 23 września 2009 roku w wygranym 2:1 spotkaniu z KAA Gent zdobył pierwszą bramkę w Eerste klasse.
Po dwóch latach przerwy latem 2011 roku Mravac powrócił do SV Mattersburg.

## Kariera reprezentacyjna
W reprezentacji Bośni i Hercegowiny Mravac zadebiutował 15 października 2008 roku w wygranym 4:1 meczu eliminacji Mistrzostw Świata 2010 z Armenią.